# Humber Snipe
La Snipe è un'autovettura costruita dalla Humber, del gruppo Rootes, dal 1930 al 1940 e dal 1945 al 1948. 

## La Humber Snipe 80 (1930–1935)
Il motore della Snipe 80 era un sei cilindri in linea da 3.498 cm³ di cilindrata avente l'alesaggio di 80 mm e la corsa di 116 mm, che erogava 80 CV di potenza. La distribuzione era "oise" ("overhead inlet" / "side exhaust"), ovvero aspirazione a valvole in testa e scarico a valvole laterali. Il cambio era a quattro rapporti con leva sulla sinistra. Nel 1931 quest'ultima venne spostata al centro dell'abitacolo. Nel 1933 il motore venne rivisto: le valvole vennero tutte installate in testa e la potenza aumentò a 85 CV. Il modello fu anche dotato di freni meccanici della Bendix.
La vettura era offerta in versione turismo, berlina e cabriolet. La berlina raggiungeva una velocità massima di 120 km/h. La lunghezza della Snipe 80 raggiungeva i 4.394 mm, mentre il passo i 3.048 mm, dimensioni che ponevano la vettura nella categoria medio-alta. Nel 1933 iniziarono ad essere offerti modelli con carrozzeria verniciata a due colori. Nello stesso anno i tergicristalli vennero modificati: non erano più attaccati al corpo vettura nella parte superiore del parabrezza, ma in quella inferiore. 

## La Humber Snipe 80 (1936–1937)
Rispetto alla generazione precedente, il passo venne aumentato a 3.150 mm e la lunghezza a 4.445 mm. Le sospensioni anteriori vennero aggiornate: ora erano indipendenti e a balestra trasversale. Fu introdotto anche il servofreno. La cilindrata del motore a sei cilindri venne portata a 4.086 cm³, che permetteva l'erogazione di una potenza di 100 CV. Il modello raggiungeva una velocità massima di 135 km/h. 

## La Humber Snipe 75 (1938–1940)
Nel 1938, in occasione del lancio della terza generazione del modello, la cilindrata del motore venne ridotta a 3.180 cm³. Su questa versione del motore, che erogava 75 CV di potenza, vennero confermate le valvole laterali. La velocità massima raggiunta dal modello era di 127 km/h. La lunghezza della vettura rimase alterata a 4.445 mm, mentre il passo scese a 2.896 mm. Il telaio era a traverse, mentre i freni erano idraulici. 

## La Humber Snipe 65 (1945–1948)
Dopo la fine della seconda guerra mondiale venne lanciata la quarta generazione del modello, a cui fu dato il nome di Snipe 65. La carrozzeria venne dotata di forme più rotonde e snelle. Al motore a sei cilindri venne ridotta la cilindrata a 2.731 cm³. Ciò portò alla diminuzione della potenza a 65 CV e della velocità massima a 116 km/h.